# Coa Schwab
Coa Schwab (* 12. September 1976) ist ein US-amerikanischer Komponist und Oboist.
Coa Schwab begann seine musikalische Ausbildung an der North Carolina School of the Arts und studierte elektronische und Computermusik bei Daria Semegen und Oboe an der State University of New York at Stony Brook. Nach Abschluss des Studiums unterrichtete er elektronische Musik an der Berkshire School in Sheffield/Massachusetts, bevor nach Brooklyn ging. Während seines Studiums trat er als Oboist und Interpret elektronischer Musik zeitgenössischer Komponisten auf, zuletzt beim „Microthon Festival“ der American Society of Microtonal Music.
In seinen Kompositionen experimentierte Schwab u. a. mit menschlichen Zischlauten („hiss chorusing“: Papa Wee, 1992) und Klängen defekten elektronischen Equipments. Mit einem analogen Synthesizer realisierte er die Sammlung Tape Minis. In seiner Zeit in Brooklyn entstand das Stück Realizer.